# Gliceriltrinitrat
Gliceriltrinitrat (tudi nitroglicerin, trinitroglicerin, glicerintrinitrat, trinitrooksipropanol, eksplozivno olje ...) je eksplozivna kemična spojina, ki se pridobiva se z nitriranjem alkohola glicerola.
Je sicer izredno močan eksploziv, toda močno občutljiv. Za vojaško oz. komercialno rabo je zmešan s primesmi, ki zmanjšajo nestabilnost. Na sobni temperaturi je težka, brezbarvna, oljnata tekočina. Ledišče je pri 13 °C. Dekomponira se pri 50 do 60 °C in ustvarja nevarno smrtonosne NO2 pline.
Prvotno se je uporabljal za proizvodnjo dinamita in kot hitro gorljivo gorivo v raketah. Danes ga je v celoti zamenjal EGDN (etilen glikol-dinitrat). Sedaj se ga uporablja predvsem v zdravstvu in vojski.

## Lastnosti
Nitriranje glicerina
HNO3 + H2SO4 → H2NO3+ + HSO4-
H2NO3+ → NO2 + H2O
C3H5(OH)3 + NO2+ → C3H5(OH)3 NO2+
HSO4- + H+ → H2SO4
HNO3 + H2SO4 + C3H5(OH)3 → C3H5(ONO2)3 + H2SO4 + H2O

## Uporaba v zdravstvu
Klinično se gliceriltrinitrat uporablja za lajšanje angine pektoris. Daje se s podjezično tableto, pršilom ali s transdermalnim obližem.
Deluje tako, da povzroča sproščanje gladkih mišic žil z zmanjšanim sistoličnim bremenom, ki mu sledi močna vazodilatacija omrežja arterijskih in venskih žil. Pri majhnih odmerkih se delovanje odraža predvsem v periferni dilataciji ven, medtem ko zaužitje večjih odmerkov povzroča vse večjo dilatacijo arterijskih žil; zelo visoki odmerki imajo za posledico relaksacijo arteriol.